# Рамадан в Пакистані
Рамадан в Пакистані — щорічний період посту, як і в інших мусульманських країнах, молитви, соціальної солідарності та культурної активності, якого дотримується мусульманське населення Пакистану. Це свято, що триває місяць, поєднує в собі релігійні ритуали, унікальні місцеві традиції та соціально-економічну динаміку. Окрім духовного значення, Рамадан у Пакистані має глибокі культурні, економічні та медійні аспекти, які відображають різноманітну спадщину країни.

## Спори про спостереження Місяця
У Пакистані початок Рамадану визначається за спостереженням півмісяця (хілал) Комітетом Рует-е-Хілал, офіційним органом спостереження за місяцем. Однак між цим комітетом і незалежними свідченнями часто виникають розбіжності, що іноді призводить до розбіжностей із сусідніми країнами, такими як Афганістан та Індія.
Іноді Пакистан починає Рамадан на день пізніше, ніж країни Перської затоки, через різне спостереження Місяця. Ід Чанд Раат (ніч Ід спостереження за місяцем) також стикається з суперечками, оскільки деякі регіони святкують Ід з різницею в день через місцеві спостереження.

## Кухня та іфтар
Рамаданська кухня в Пакистані є яскравим відображенням різноманітної кулінарної спадщини країни. Іфтар, який порушує щоденний піст, є шанованою традицією, яка об'єднує сім'ї та громади. Зазвичай він починається з фініків і води, а потім низка солоних і солодких страв. Серед популярних продуктів – пакори, самоси, чана чаат і фруктові салати, які є основними продуктами в домогосподарствах.
Регіональні страви також відіграють значну роль у святах Рамадану. У таких міських центрах, як Карачі та Лахор, широко поширені такі страви, як пулао з баранини та куркою карахі, а в північних районах улюбленим є кабулі пулао — страва з рису в афганському стилі. Такі десерти, як севіян (солодка вермішель) і суджі ка халва, доповнюють атмосферу святковою солодкістю.
Кулінарні традиції виходять за межі домівок і поширюються на вуличні торговці та ресторани, які пропонують спеціальні меню та пропозиції на час Рамадану. Телевізійні кулінарні шоу та кулінарні блоги ще більше збагачують досвід, демонструючи рецепти та поради щодо приготування святкових страв.

## Правоохоронні та охоронні заходи
Зі збільшенням святкової активності, особливо напередодні свята Ід (Chand Raat), правоохоронні органи посилюють свою пильність. Спеціальні заходи, такі як посилене патрулювання поліції, розміщення камер безпілотників і обладнання нічного бачення, а також встановлення контрольно-пропускних пунктів, спрямовані на забезпечення громадської безпеки в умовах масового скупчення людей і інтенсивного руху. У деяких випадках поліція проводила рейди з метою конфіскації несанкціонованих феєрверків або припинення незаконних дій, які супроводжують масштабні святкування.

## Медіа та розваги
Рамадан надихнув на різноманітні телевізійні програми іфтар і сехрі та живі події в Пакистані. Спеціальні ток-шоу про Рамадан, релігійні передачі та кулінарні програми є невід'ємними частинами медіа-ландшафту місяця. Крім того, телевізійні ігрові шоу, такі як відома Пакистанська ліга Jeeto, розважають, час від часу викликаючи суперечки через неприйнятний вміст, такий як Ramadan T20 Cup — турнір з крикету, що відбувся в Карачі у 2013 році.

## Економічний ефект
На відміну від інших країн, місяць Рамадан у Пакистані має чіткий економічний вимір. Підвищений попит на продукти харчування, одяг і святкові товари зазвичай призводить до помітного зростання цін на товари повсякденного вжитку, такі як цукор, яйця, олія та свіжі продукти. У звітах зазначається, що, незважаючи на державний нагляд, інфляція цін залишається постійною проблемою в цей період. Цей економічний тиск спричинив дискусії про ринкову етику та державне втручання, підкреслюючи напругу між комерційною діяльністю та ісламськими принципами справедливості та поміркованості.